# Антимонид самария
Антимонид самария — бинарное неорганическое соединение
самария и сурьмы
с формулой SmSb,
кристаллы.

## Получение
- Нагревание чистых веществ в вакууме:

{\displaystyle {\mathsf {Sm+Sb\ {\xrightarrow {1922^{o}C}}\ SmSb}}}

## Физические свойства
Антимонид самария образует кристаллы
кубической сингонии, пространственная группа F m3m, параметры ячейки a = 0,6271 нм, Z = 4,
структура типа хлорида натрия NaCl
.
Соединение конгруэнтно плавится при температуре ≈2000°С

(1922°С ).